# Erich Petzet
Erich Petzet (* 3. Mai 1870 in Breslau; † 25. Juli 1928 in München) war ein deutscher Bibliothekar und Literaturwissenschaftler. 

## Leben
Erich Petzet wuchs als Sohn des Journalisten Georg Christian Petzet in einem künstlerisch interessierten Elternhaus in München auf. Nach dem Abitur im Jahr 1888 studierte er hier (unterbrochen durch ein Semester in Berlin) Literaturgeschichte und Germanistik und wurde 1892 promoviert. 
Ab 1894 war er an der bayerischen Hofbibliothek (dann Staatsbibliothek) tätig, wo er seit 1901 in der Handschriftenabteilung wirkte und bis zum Oberbibliothekar aufrückte. Seit 1906 war er zusätzlich am Handschriften-Archiv der deutschen Kommission der Berliner Akademie der Wissenschaften tätig. Aus gesundheitlichen Gründen wurde er 1921 pensioniert.  
Indem er die Erschließung, Beschreibung und Katalogisierung der mittelalterlichen Handschriften nach bis heute gültigen Kriterien einführte, erwarb er sich bleibende Verdienste; weiterhin erstellte er (teils in Zusammenarbeit mit den Kollegen) nützliche Arbeitsmittel. Im Anschluss an seine Promotion über Johann Peter Uz widmete er sich literaturgeschichtlichen Forschungen, insbesondere zu August von Platen und Paul Heyse.

## Auszeichnungen
- Bayer. Ak. d. Wiss. (1910 ao., 1916 o. Mitgl.)
- König Ludwig-Kreuz (1917)
- Schiller-Plakette (1926)
- o. Mitglied d. Platen-Ges. (1926 Ehrenmitgl.)
- Verwaltungsrat d. Dt. Schillerstiftung (1912–26)

## Veröffentlichungen (Auswahl)
- Johann Peter Uz. 1896, neu hrsg. von Th. Stettner 1930.
- Über das Heidelberger Brüchstück des Jüngeren Titurel (= Sitzungsberichte der philos.-philol. und der histor. Klasse der Kgl. bayer. Akademie der Wissenschaften. Heft 3). 1903, S. 287–320.
- Platens dramatischer Nachlass. Berlin 1902.
- Paul Heyse als Dramatiker. Stuttgart 1904.
- als Hrsg.: Der Briefwechsel von Jakob Burckhardt und Paul Heyse. München 1916.
- als Hrsg.: Der Briefwechsel von Theodor Fontane und Paul Heyse. Berlin 1937.
- Die deutschen Pergamenthandschriften Nr. 1–200 der Staatsbibliothek in München (= Catalogus codicum manu scriptorum Bibliothecae Monacensis. Band V. 1.) München 1920.